# Bartolomějská noc

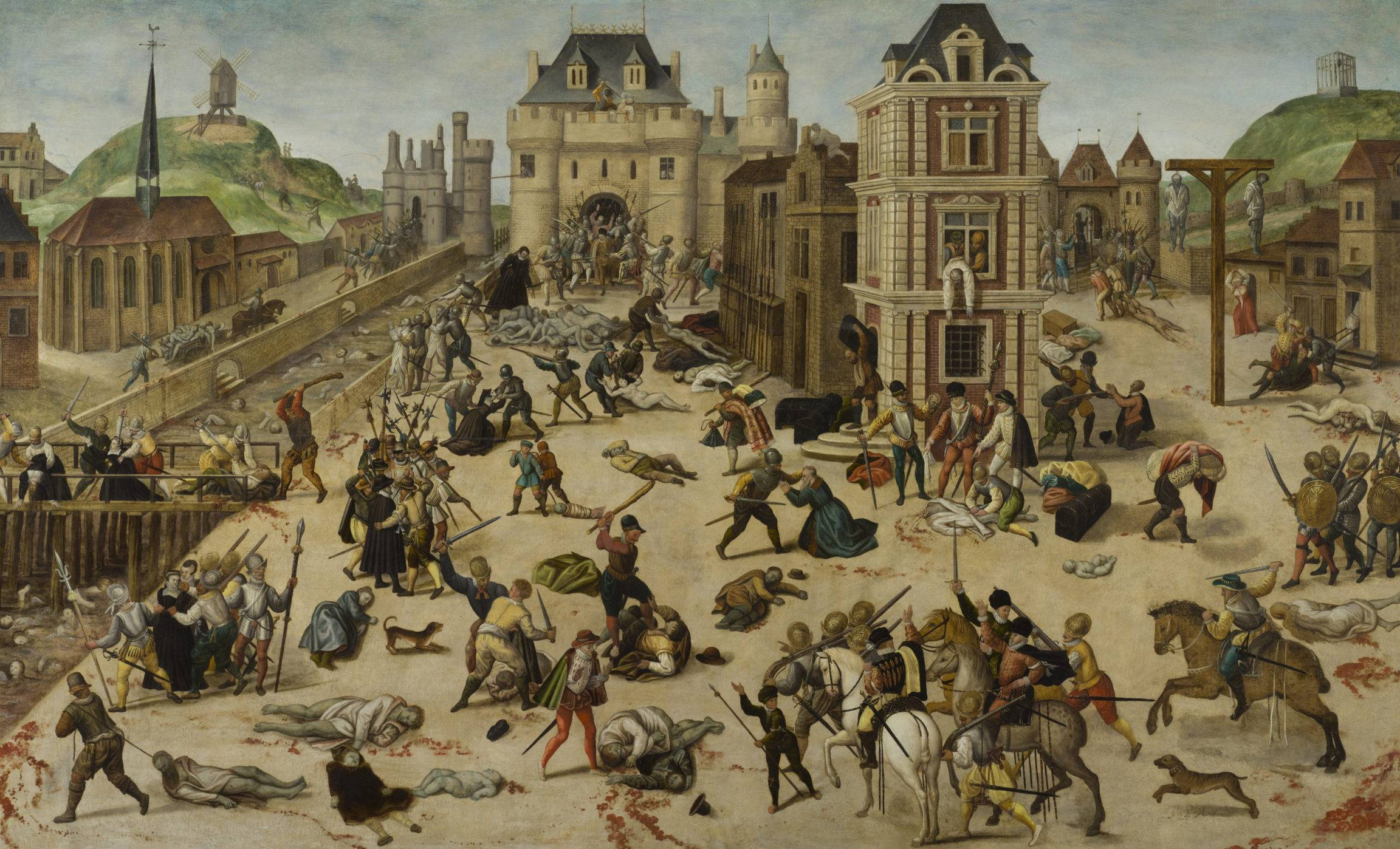
Le massacre de la Saint-Barthélemy. Malba od Françoise Duboise, dokončená před rokem 1584; nejznámější dobové zpodobnění události

Bartolomějská noc (francouzsky Massacre de la Saint-Barthélemy) je termín označující masakr hugenotů ve Francii v srpnu 1572. Násilnosti vypukly v noci ze 23. na 24. srpna toho roku, tedy v době noční vigilie, římskokatolické oslavy svátku svatého Bartoloměje. Masakr započal v Paříži vražděním hugenotských předáků pod přímou patronací panujícího krále Francie Karla IX. z rodu Valois a jeho matky, Kateřiny Medicejské. Mezi prvními zavražděnými byl předák hugenotů, admirál Gaspard de Coligny. Následně se rozpoutalo obecné vraždění hugenotů včetně žen a dětí. Z Paříže se vlna násilí rozšířila do dalších měst a na venkov a celkově si vyžádala tisíce obětí.

## Okolnosti
V roce 1572 měla Francie za sebou celé desetiletí náboženských válek, v nichž se mezi sebou ve vlnách střetávali katolíci a hugenoti. Mír uzavřený v Saint-Germain-en-Laye v roce 1570, který poskytl hugenotům omezenou svobodu vyznání a mimo jiné znamenal přijetí protestantského vůdce admirála Colignyho do královské rady, byl radikálními katolíky v čele s Jindřichem de Guise přijat s nevolí, takže napětí pokračovalo. Situace se dále zhoršila, když hugenotská vojska v květnu 1572 vyrazila na pomoc nizozemským protestantům, kteří povstali proti náboženskému útlaku ze strany španělského krále Filipa II. Mnozí francouzští katolíci se obávali, že Francie bude zatažena do války proti katolickému Španělsku, protože Coligny chtěl krále přesvědčit k francouzské vojenské intervenci na pomoc nizozemským povstalcům.

Mapa náboženství Francie v 16. století:
území katolické šlechty
území šlechty hugenotů
oblasti, o které sváděli boj katolíci s hugenoty
oblasti s luteránskou většinou

Král a zejména Kateřina Medicejská usilovali zpočátku o trvalé náboženské usmíření. Jeho symbolickým aktem se měla stát svatba předního hugenota, navarrského následníka trůnu Jindřicha Bourbonského (který se později stal francouzským králem Jindřichem IV.), se sestrou Karla IX. Markétou, v rodině nazývanou Margot. Jindřichova matka, navarrská královna Jeanne d'Albret, byla odpůrkyní tohoto sňatku, který jinak měl řadu příznivců. Jeanne však 9. června 1572 zemřela a svatbě už nic nestálo v cestě. K této události se do Paříže sjelo mnoho hugenotských šlechticů. Sňatek se konal 18. srpna 1572. Hlavní svatební obřad probíhal na pódiu před kostelem Notre-Dame, mše se nezúčastnil ani Jindřich, ani jeho doprovod, protože hugenoti mši neuznávali jako svátost. Traduje se, že se Jindřich při obřadu na nevěstu ani nepodíval, Margot údajně ani neodpověděla na otázku, zda si Jindřicha bere dobrovolně za manžela: král prý položil ruku na její hlavu a přinutil ji přikývnout.

## Atentát na Colignyho
Krátce po skončení svatebních oslav, 22. srpna, se admirála Colignyho pokusil na ulici zastřelit jakýsi Maurevel, ale Coligny utrpěl pouze zranění ruky. Kdo vraha vyslal, se nezjistilo. Soudí se, že to mohla být Kateřina Medicejská, které vadilo, že Coligny začíná mít na krále silný vliv a táhne Francii do války, nebo Jindřich de Guise, který Colignyho nenáviděl nejen kvůli víře, ale i proto, že ho podezíral, že stál před lety v pozadí vraždy jeho otce Františka. Tento čin hugenoty velmi pobouřil, ulice plné ozbrojených hugenotů zase děsily ostatní. Král osobně navštívil zraněného a slíbil mu spravedlnost, ale u dvora již začal převládat názor, že klid zajistí pouze odstranění hugenotských vůdců. Toto rozhodnutí přijala tajná rada, která se sešla 23. srpna večer a které se zúčastnili král, jeho bratr Jindřich, Kateřina Medicejská a několik významných šlechticů.

## Průběh masakru
Akce vypukla nad ránem následujícího dne. Jednou z prvních obětí se stal admirál Coligny: skupinu, která ho měla zavraždit, vedl vévoda de Guise. Coligny byl přepaden v posteli v domě, kde bydlel, proboden a vyhozen z okna. Mrtvole byla useknuta hlava, tělo bylo vláčeno ulicemi a pověšeno na šibenici. Povražděni byli hugenotští šlechtici z jeho okolí i ti, kteří bydleli na jiných místech Paříže (údajně existovaly jejich seznamy). Francouzské a švýcarské gardy pobily hugenotské šlechtice ubytované v Louvru. Jindřich Navarrský a jeho bratranec Condé byli ušetřeni s tím, že se zřeknou protestantské víry.

V předvečer akce nechal král uzavřít městské brány a vyzbrojit a aktivovat pařížskou milici. Snad i z těchto důvodů se soudí, že i pokračování masakru bylo součástí připraveného plánu, ale spíše to bylo proto, aby ve městě udržel pořádek, což se však nezdařilo. Současní historici se přiklánějí k názoru, že v tomto případě šlo o živelnou akci pařížských katolíků vedených jednak nenávistí k hugenotům (podněcovanou místními kazateli) a jednak strachem z nich. K vyzvánění z kostela Saint-Germain-l'Auxerrois došlo pravděpodobně v důsledku rozruchu kolem prvních vražd, vyvolalo však poplach a odstartovalo následující krveprolití.

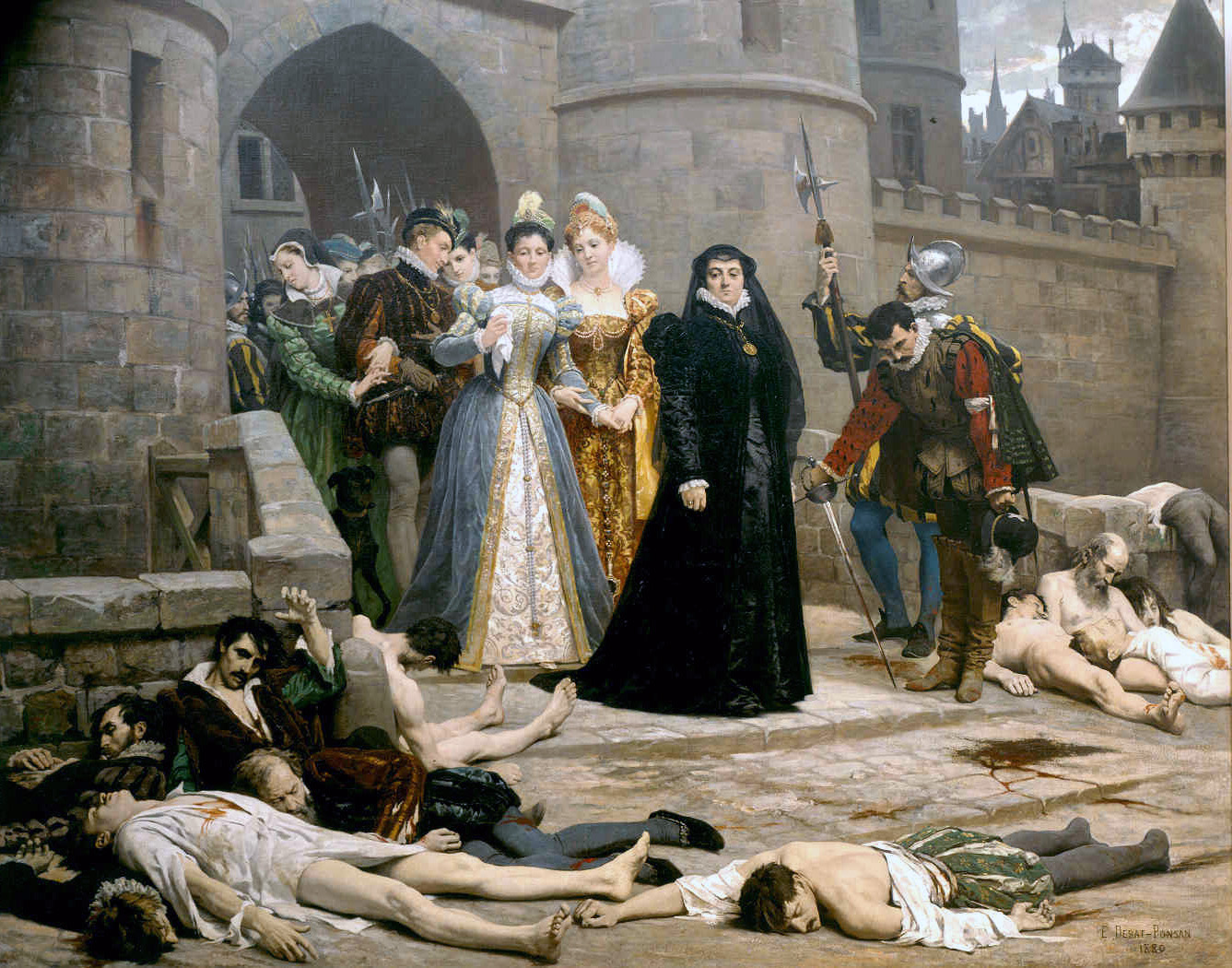
Jednoho rána před branami Louvru, obraz z 19. století od Édouarda Debat-Ponsana (Kateřina Medicejská v černých šatech)

Katolíci, kteří se vydali vraždit své hugenotské sousedy, si pro odlišení připnuli na klobouky bílé kříže, nebo si omotali paže bílou páskou. Obydlí protestantů byla také označena (patrně křížem). Iniciativně se k vraždění přidaly milice i královské gardy. Byli zabíjeni muži i ženy, včetně těhotných, ušetřeny nebyly ani děti, docela malé nevyjímaje. Docházelo k mrzačení a vysvlékání mrtvých, mnoho z nich skončilo v Seině. Davové šílenství dále zvýšila zpráva, že na hřbitově Neviňátek rozkvetl toho rána hloh, který již řadu let nekvetl – lidé to chápali jako znamení, že Bůh tuto akci schvaluje. Umírnění katolíci se většinou zavřeli doma, někteří i pronásledované hugenoty ukryli. 
Krále masakr zaskočil a chtěl ho již ráno zarazit, byl však bezmocný, stejně jako městští představitelé, kteří nařídili všem odložit zbraně. Před soudním dvorem pak král 26. srpna vystoupil s prohlášením, že zabití hugenotských vůdců bylo nutné, protože připravovali spiknutí. Vraždění, které pokračovalo několik dní, se brzy se rozšířilo i mimo Paříž. Největší masakry probíhaly v Toulouse, Bordeaux, Lyonu, Bourges, Rouenu a Orléansu, místy trvaly až do října. Jen v Paříži bylo podle střízlivých odhadů zavražděno kolem 3000 lidí, celkový počet obětí se odhaduje na 10 000. Soudobé prameny tvrdí, že v následujících týdnech plavalo ve francouzských řekách tolik mrtvol, že nebylo možno jíst ryby.

## Zahraniční reakce

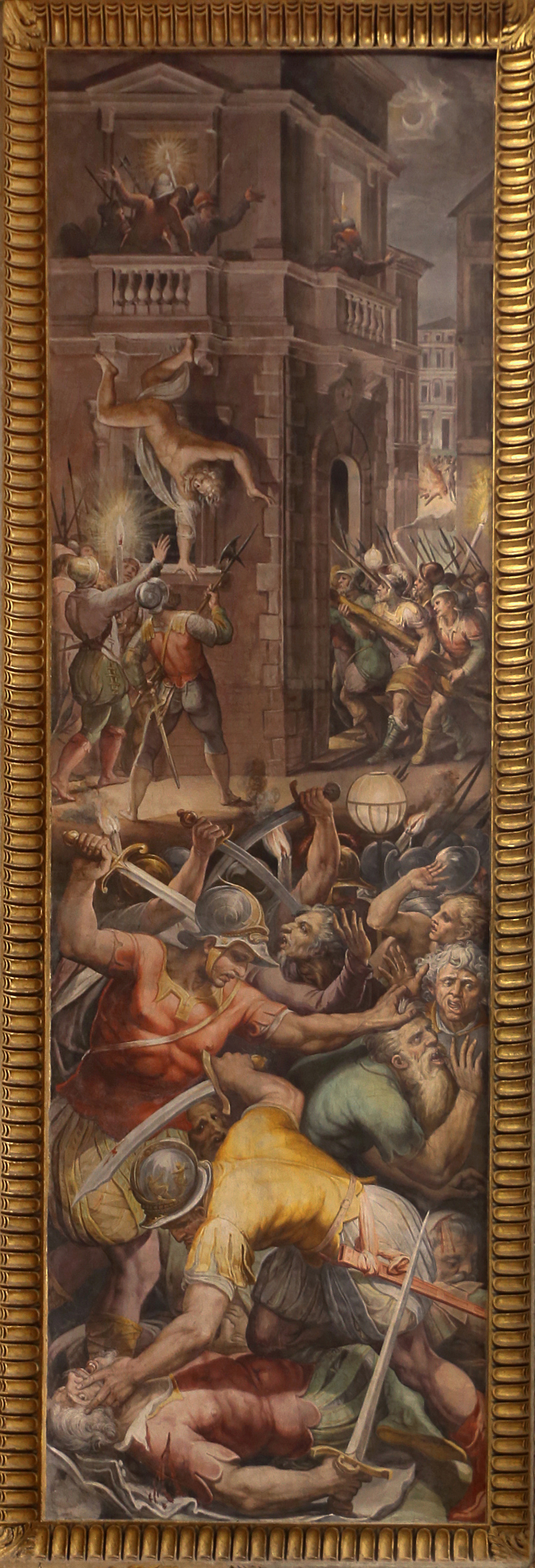
Bartolomějská noc. Výsek z fresky od Giorgia Vasariho z roku 1573, situované v Královské síni (Sala regia) Apoštolského paláce ve Vatikánu

Bartolomějskou noc uvítal papež Řehoř XIII. – zvony se rozezvučely pro díkůvzdání a děla Andělského hradu vypálila oslavnou salvu. Byla vydána upomínková vatikánská medaile a Řehoř pověřil umělce Giorgia Vasariho, aby vytvořil nástěnnou malbu masakru, která se dosud nachází ve vatikánských sbírkách. Podle některých autorů je tento popis papežovy reakce přehnaný, zčásti prý jde dokonce o historický mýtus. Proti této bagatelizaci papežova jednání svědčí jasná symbolika pamětní mince, která oslavuje vraždění hugenotů, a to, že král Karel IX. obdržel od papeže Zlatou růži.
Filip II. Španělský, který byl znám jako fanatický katolík, vyjádřil nad zprávou o masakru potěšení, naopak nábožensky tolerantní římský císař a český král Maxmilián II. Habsburský, bratranec Filipa II. a tchán Karla IX., byl zprávou o masakru znechucen a označil událost za „ostudnou“. V protestantských zemích vzbudily zprávy o vraždění pochopitelně velké pohoršení.

## Následky
Po Bartolomějské noci se náboženské války rozpoutaly nanovo, hugenoti našli nové vůdce a vzdorovali zejména v La Rochelle. Později se do jejich čela postavil Jindřich Navarrský, kterému se podařilo uprchnout z Louvru. Války pokračovaly ještě několik let poté, co se stal králem a dobyl Paříž. V roce 1598 již jako Jindřich IV. vydal Nantský edikt zajišťující rovnoprávnost mezi katolíky a hugenoty. Byla to první listina zajišťující svobodu náboženského vyznání. (V roce 1685 král Ludvík XIV. ediktem z Fontainebleau edikt nantský zrušil a prohlásil protestantské náboženství za ilegální.)